# Ford (tractor)

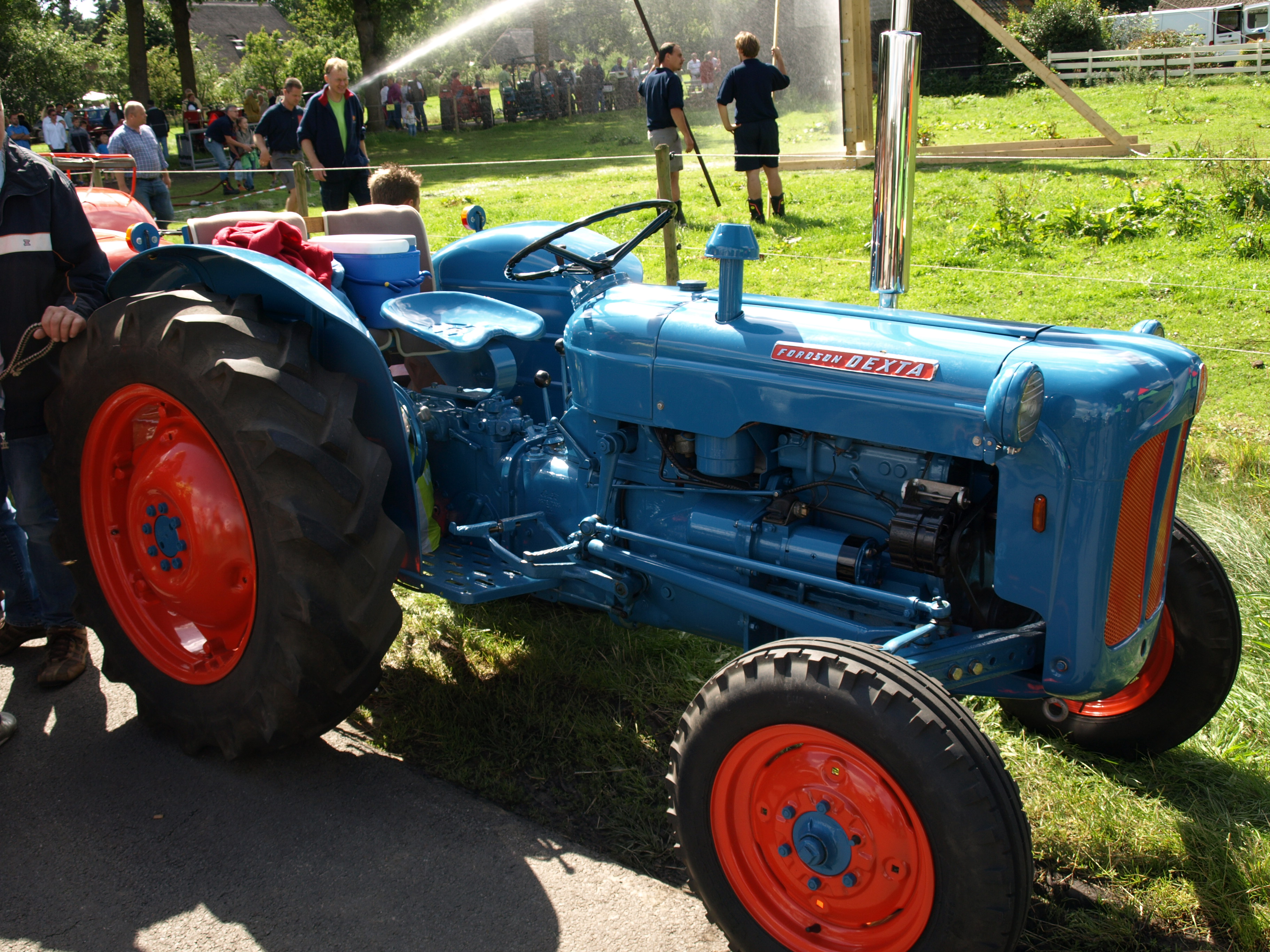
Fordson Dexta te Drenthe

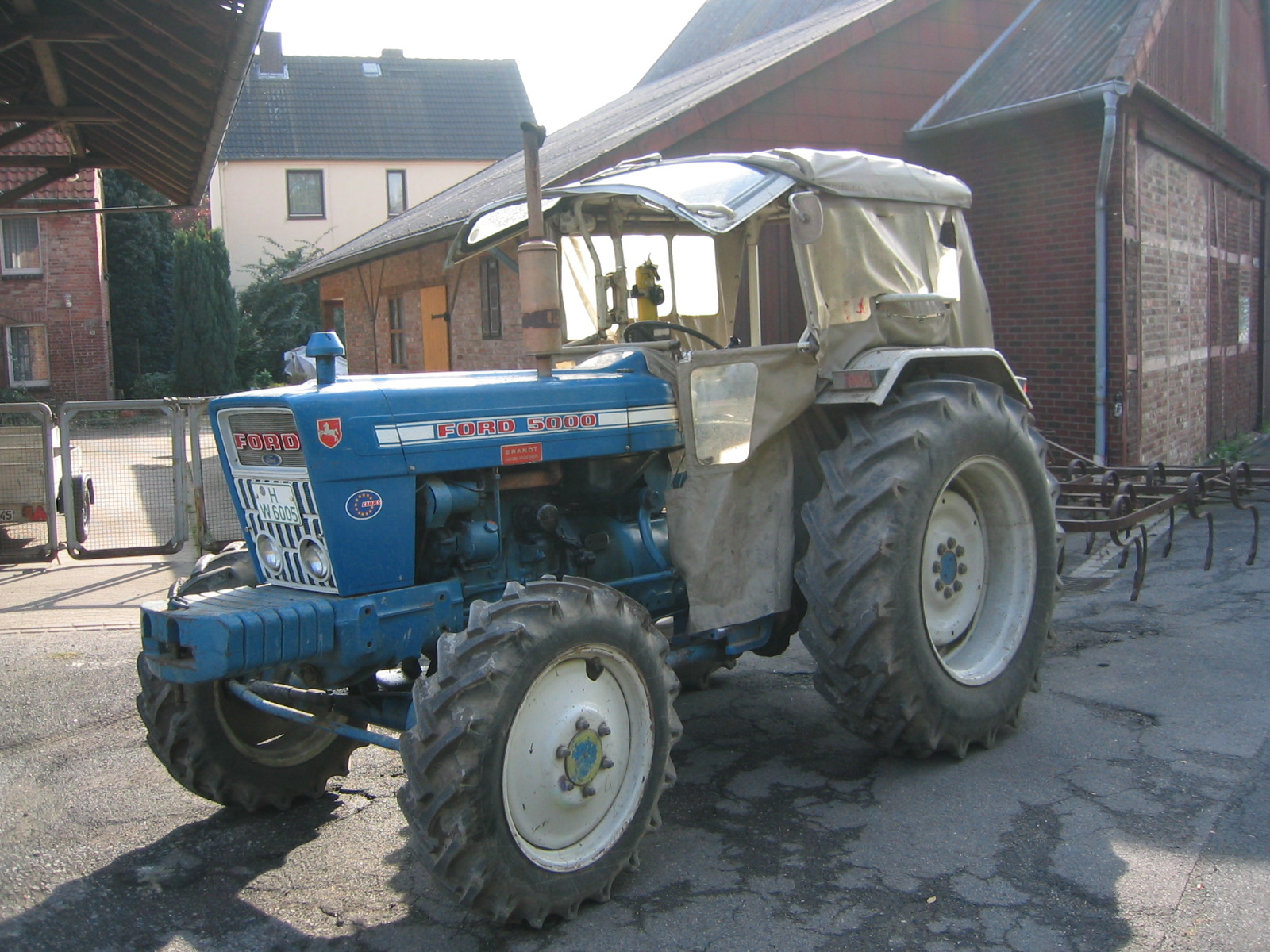
Ford 5000 te Hannover

Het Amerikaanse bedrijf Ford heeft naast auto's en vrachtauto's ook tractoren gemaakt, startend in het jaar 1917.
Het merk, dat tot 1965 onder de naam Fordson tractoren verkocht, behoorde decennialang tot de wereldtop in de sector van landbouwtractoren, samen met andere grote marktspelers zoals John Deere, Fendt, en Massey Ferguson.
In 1986 kocht Ford de firma New Holland uit Pennsylvania over en kreeg het fusiebedrijf de naam Ford New Holland.  In België had dit bedrijf vestigingen in Antwerpen (landbouwtractoren en laadschoppen) en Zedelgem (pikmaaidorsers).
De vestiging in Antwerpen was oorspronkelijk een autofabriek van Ford, tot in 1964 de productie van wagens verhuisde naar de nieuwe fabriek in Genk, en Antwerpen zich ging toeleggen op tractoren.  Het bedrijf werd in Antwerpen dan ook in de volksmond 'Ford Tractor' genoemd.
De vestiging in Zedelgem werd in 1896 opgericht door Alexander Claeys, die er fietsen produceerde.  Na de Eerste Wereldoorlog zou hij overschakelen op dorsmachines.  In 1958 sloot hij een overeenkomst met New Holland, en veranderde de naam in Clayson (1963).  Een jaar later nam New Holland een meerderheidsparticipatie en verdween de naam Clayson.
In 1991 werd Ford New Holland op zijn beurt gedeeltelijk overgenomen door Fiat Geotech, wat een deel was van van FiatAgri, en het fusiebedrijf ging New Holland Geotech heten.  In 1993 werden ook de laatste aandelen aan Fiat verkocht.
In 1999 werd de groep Case IH overgenomen, met nogmaals een naamsverandering tot gevolg.  Het bedrijf heette voortaan Case New Holland (CNH), wat nog steeds de huidige naam is.
In 1996 werd de assemblage van de blauwe landbouwtractoren (TW's) in Antwerpen stopgezet en verhuisd naar het Engelse Basildon, waar reeds de kleinere versies van deze tractoren van de band liepen.  In Antwerpen werden sindsdien enkel nog achterassen en versnellingsbakken geproduceerd.  Zedelgem bleef pikmaaidorsers produceren en kreeg tevens de assemblage van laadschoppen vanuit Antwerpen (TLB's) toegewezen, wat veel rendabeler was aangezien vele onderdelen reeds in Zedelgem geproduceerd werden en dus niet meer over de weg naar Antwerpen moesten gebracht worden.

## Referentie
1. ↑  De Fordson: het eeuwfeest van een tractorlegende. Landbouwleven (27 januari 2018). Geraadpleegd op 27 juni 2024.